# Serra de Carboneres
La Serra de Carboneres és una serra interna del municipi de Llimiana, del Pallars Jussà. Es troba quasi a l'extrem sud-oriental del terme de Llimiana.
És un dels contraforts del costat nord del Montsec de Rúbies, just a llevant de l'església de Sant Salvador del Bosc. Una altra església romànica, Sant Miquel de Llimiana és als peus d'aquesta serra.